# حبان (السوادية)

تعديل مصدري - تعديل

حبان هي إحدى قرى عزلة ال هادي بني وهب بمديرية السوادية التابعة لمحافظة البيضاء، بلغ تعداد سكانها 357 نسمة حسب تعداد اليمن لعام 2004.